# Мехмед Бегић
Мехмед Бегић (Чапљина, 1977) је песник из Босне и Херцеговине.

## Биографија
Рођен је 1977. године у Чапљини. Рану младост провео је у родном граду, као и у Мостару и Сарајеву.
Један је од оснивача и уредника културног часописа Колапс - Водич за урбане спаваче“ (1999–2010).
Године 2000, заједно са Марком Томашем, Недимом Ћишићем и Веселином Гаталом, објавио је заједничку збирку поезије под називом L'amore al primo binocolo код италијанског издавача L'Obliqua у Бреши.
Његови преводи поезије Леонарда Коена на босански језик појавили су се у објављеној збирци Мој живот у уметности (Леонард Коен – Мој живот у уметности), коју је објавио Алтернативни институт Мостар 2003. године. Појављује се у интервјуу и збирци поезије „Јер ми смо многи “ хрватског песника Марка Погачара.
Бегић је сарађивао са бендом Вунени и кантаутором Санелом Марић Маром . Повремено доприноси онлајн публикацијама као што су Журнал (Сарајево), Блесок (Скопље) и часописима попут Теме (Загреб). Заједно са Дамиром Шоданом преводи хиспанo поезију у серији Дивљи детективи.
Има стално креативно партнерство са сарајевским продуцентом и мултиинструменталистом Башескијом, што је резултирало неколико албума. Албум Савршен метак, који спаја његову поезију и музику, објављен је 2015. године.
Учествовао је и на албуму Изнад таме – Пјесме за Виктора Хару (2023) са колективом Нови одметници. Све текстове написао је Бегић.
Живео је дуги низ година у Никарагви и Доминиканској Републици. Од 2024. године живи у Мадриду.

## Дискографија
- Савршен метак (Басхескиа & Едвард ЕК, Студио Хит, 2015)
- Опасан човјек (Башескиа, Перископ Рецордс, 2017)
- Седам лекција са Мехмедом Бегићем (Башескија и Едвард ЕQ, Подморница, 2021)
- Котлина (Таино, 2022)
- Изнад таме – Пјесме за Виктора Хару (Нови одметници, 2023)

## Дељене колекције песама
- Л'Аморе Ал Примо Биноцоло (Бреша, 1999) са Недимом Ћисићем, Марком Томашем и Веселином Гаталом
- Три пута тридесет и три једнако (Мостар, 2000) в/ Ћисић & Томаш
- Филм (Мостар, 2001) в/ Лукасз Сзопа
- Поноћни разговори (Мостар, 2013) са Марком Томашем

## Спољни линкови
- Званична веб страница